# 537

## Evenimente
- A fost finalizată Hagia Sofia (Sfânta Sofia), moscheie din Constantinopol (azi Istanbul), începută în anul 532.

## Decese
- 20 iunie: Papa Silveriu  (n. 477)
- dată necunoscută: Isidor din Milet  (n. 442)